# اندیس بیورزن
بیورزن یک اندیس فلزی است که در حوالی شهر جیرنده استان گیلان قرار دارد و مادهٔ معدنی موجود در آن، سرب و روی است.